# 載入-儲存架構
載入-儲存架構（load–store architecture）是計算機工程中一種指令集架構，將指令分為二類：一類是電腦記憶體存取（在記憶體及寄存器中讀取或寫入資料），另一類是算術邏輯單元處理，只處理寄存器中的資料，結果也存入寄存器:9-12。
精简指令集计算机（RISC）指令架構（例如PowerPC、SPARC、RISC-V、ARM架構和MIPS架構）都是載入-儲存架構:9–12。
以加法指令（Add）為例，載入-儲存架構中的加法資料來源及目標都一定是寄存器，這和暫存器記憶體架構不同。例如X86用的复杂指令集，加法指令的二個來源中，有一個可以是記憶體，只有一個一定要是寄存器:9–12。
最早期使用載入-儲存架構的處理器是CDC 6600:54–56。幾乎所有向量处理器（包括許多圖形處理器）也是使用載入-儲存架構。